# Lithiumbatteri
Et lithiumbatteri er et ikke-opladeligt (primær) batteri, der har lithium metal eller lithiumforbindelser som anode. Afhængig af design og kemiske forbindelser der anvendes, kan lithiumceller producere spændinger fra 1,5 V til ca 3,7 V, altså op til over det dobbelte af spændingen på et almindeligt zink-brunsten eller alkalisk batteri. 
Et lithiumbatteri kan levere forholdsvis høj strøm i et godt stykke tid. Lithiumbatterier bruges til mange formål, heriblandt fjernstyringer til modelhobby, elektriske biler og andre bærbare elektroniske apparater eftersom de er meget lette og kan holde i længere tid end andre primærbatterier.